# Benga (musicien)
Pour les articles homonymes, voir Benga.
Benga, de son vrai nom Adegbenga Adejumo (né le 1er septembre 1986), est un musicien britannique de musique électronique. Il figure sur diverses compilations, notamment Warrior Dubz de Mary Anne Hobbs, The Roots of Dubstep de Tempa et le mix anniversaire de BBC Radio 1Xtra.

## Biographie
Adegbenga est d'origine nigériane Yoruba. Inspiré par le producteur britannique de garage Wookie, Benga produit des morceaux sur une PlayStation, puis sur FruityLoops. Adolescent, il se rend chez le disquaire Big Apple à Croydon, où il est présenté à Skream. Ensemble, ils contribueront à forger le style dubstep qui émerge au début des années 2000,. Ses productions attirent l'attention de DJ Hatcha, qui travaille au magasin, et, à l'âge de 15 ans, Benga enregistre son premier disque, Skank, qui sort en 2002 sur le propre label de Big Apple.
Le deuxième album de Benga est une collaboration avec Skream, intitulée The Judgement. Alors que le dubstep attire l'attention du grand public, Benga continue de sortir des singles, notamment une collaboration avec Coki de Digital Mystikz appelée Night, qui atteint la 98e place du UK Singles Chart en 2008.
En 2007, Benga forme avec ses collègues Skream et Artwork le supergroupe de dubstep Magnetic Man, qui sort un EP et un album studio éponyme en 2009 et 2010, respectivement. Benga produit également le premier single de Katy B, Katy on a Mission, qui atteint la cinquième place du UK Singles Chart en 2010.
À partir de janvier 2011, Benga rejoint BBC Radio 1 avec Skream dans le cadre de l'émission In New DJs We Trust et présente une émission hebdomadaire le vendredi soir. Skream et Benga se sont produits ensemble au festival de musique Field Day à Sydney le jour du Nouvel An 2012.
Benga suscite la polémique en juillet 2012 après avoir déclaré qu'il souhaitait se retirer du dubstep, insistant sur le fait qu'il ne voulait plus faire partie du genre. Il clarifie ensuite ses commentaires en déclarant : « Pour que je reste créatif, je ne dois pas considérer ma musique comme du dubstep et pour que je continue à repousser les limites et à me déplacer, à faire des morceaux... Je ne peux pas me considérer dubstep ». En 2013, il sort son troisième album Chapter II sur Sony Music, qui comprend le single Forefather avec Kano. Il réalise également un remix officiel de I Feel Love de Donna Summer, qui figure sur l'album de remix hommage Love to Love You Donna.
En septembre 2015, Benga révèle via son compte Twitter que des problèmes de santé mentale avaient été la raison de l'annonce de sa retraite. Dans une interview avec The Guardian, il explique qu'il avait remarqué des problèmes à la fin de 2013 et qu'il avait ensuite été sectionné en mars 2014. Il déclare que les tournées excessives l'avaient conduit à la schizophrénie. Dans une interview avec Annie Mac sur BBC Radio 1 en 2018, Benga affirme avoir supprimé toutes ses productions de son disque dur pendant son séjour à l'hôpital. Il présente en avant-première un nouveau titre Psychosis lors de l'émission de radio, inspiré par et pour traiter ses expériences psychologiques, sort en février 2018 sur son nouveau label Illuminate,.

## Discographie partielle

### Albums studio
- 2006 : Newstep (Benga Beats)
- 2008 : Diary of An Afro Warrior (Tempa)
- 2013 : Chapter II (Sony Music)

### Singles
- 2002 : Skank/Dose (Big Apple Records)
- 2006 : Night (Tempa) (avecCoki)
- 2010 : Phaze One (Tempa)
- 2012 : Icon (featuring Bebe Black)
- 2012 : Pour Your Love (featuring Marlene)